# Henrik Benzelius
Henrik Benzelius (Strängnäs, 7 agosto 1689 – Uppsala, 20 maggio 1758) è stato un arcivescovo luterano e teologo svedese, arcivescovo di Uppsala dal 1747 fino alla sua morte.
Fu tra coloro che furono inviati in Medio Oriente dal re Carlo XII di Svezia: si recò, infatti, in Egitto e in Siria. Quando fu di ritorno, insegnò per un certo periodo presso l'Università di Lund. Nel 1744 divenne vescovo di Lund e nel 1747 fu nominato arcivescovo di Uppsala, succedendo a suo fratello Jakob.